# 2718 Handley
2718 Handley (1951 OM) là một tiểu hành tinh vành đai chính được phát hiện ngày 30 tháng 7 năm 1951 bởi Johnson, E. L. ở Johannesburg (UO).